# Malorad
Malorad (bulgariska: Малорад) är ett distrikt i Bulgarien.   Det ligger i kommunen Obsjtina Borovan och regionen Vratsa, i den nordvästra delen av landet, 90 km norr om huvudstaden Sofia.
Trakten runt Malorad består till största delen av jordbruksmark. Runt Malorad är det ganska glesbefolkat, med 31 invånare per kvadratkilometer.